# Cratere Kircher

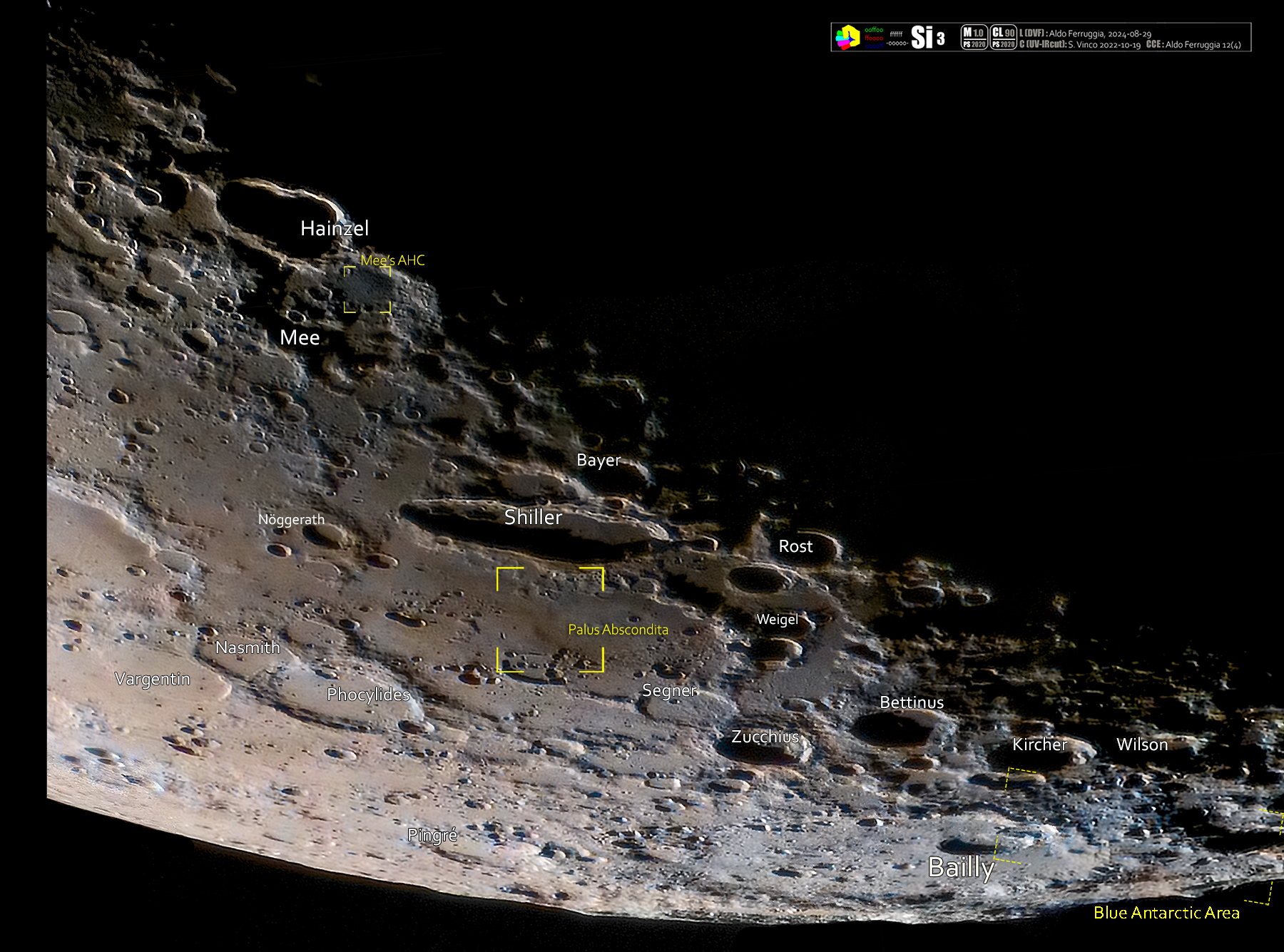
Area del cratere (in basso a destra) in immagine selenocromatica (Si) comn alcuni reperi. Vedi anche:

Kircher è un cratere lunare di 71,2 km situato nella parte sud-occidentale della faccia visibile della Luna.
Il cratere è dedicato al filosofo tedesco Athanasius Kircher.

## Crateri correlati
Alcuni crateri minori situati in prossimità di Kircher sono convenzionalmente identificati, sulle mappe lunari, attraverso una lettera associata al nome.
| Kircher | Coordinate            | Diametro (in km) |
| ------- | --------------------- | ---------------- |
| A       | 65°57′00″S 42°23′24″W | 30,83            |
| B       | 65°04′48″S 43°15′36″W | 12,13            |
| C       | 66°52′12″S 37°40′12″W | 11,17            |
| D       | 67°27′00″S 49°59′24″W | 39,03            |
| E       | 69°03′36″S 50°21′36″W | 19,12            |
| F       | 66°06′36″S 39°19′12″W | 12,63            |